# 원양 정기선

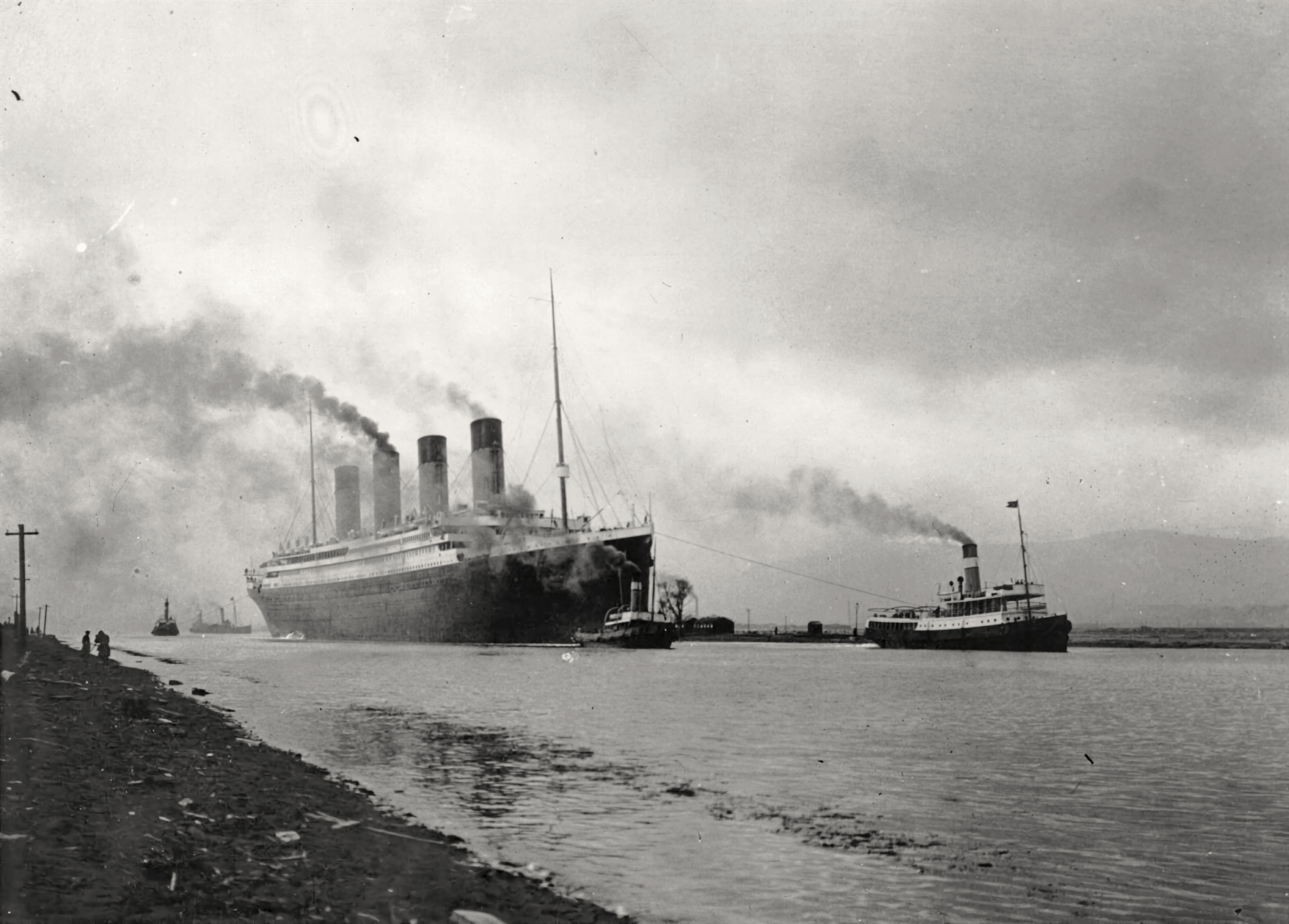

원양 정기선(遠洋定期船)은 대륙간 대양횡단 항해(원양항해)를 하며 여객 수송과 화물 수송을 실시하는 배이다.